# Fehlnerkapelle

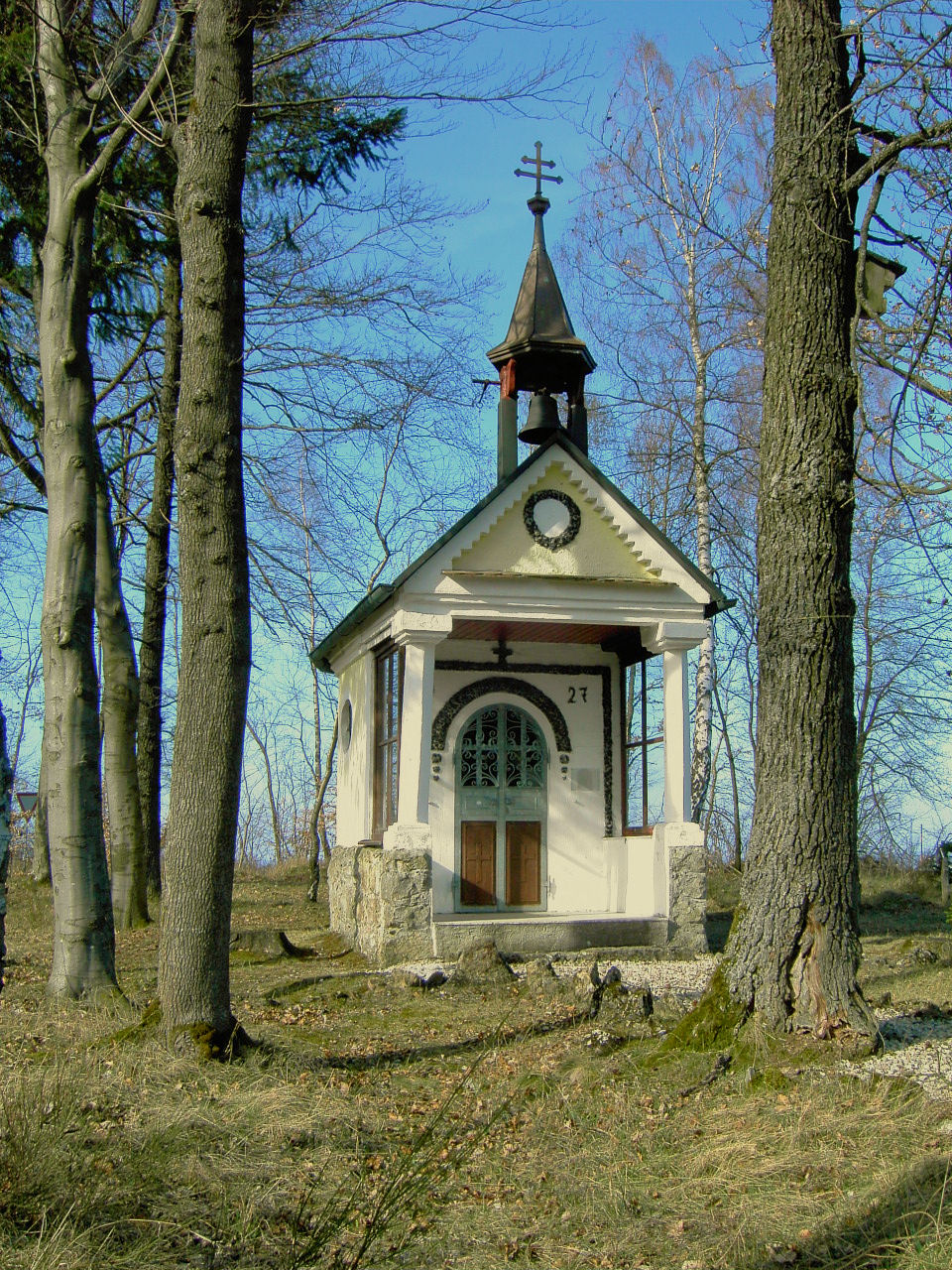
Fehlnerkapelle bei Bittenbrunn

Die denkmalgeschützte römisch-katholische Fehlnerkapelle liegt „Auf der Wacht“ im Ortsteil Bittenbrunn von Ursensollen. Dieser Flurname erinnert an einen Rastplatz an der Kreuzung der Altstraßen „Hohe Straße“ und dem „Bistumer Steig“; letzterer verband vor 3000 Jahren die Gegend des heutigen Eger nach Süden mit der Keltensiedlung Manching. Die Kapelle gehört zur Pfarreiengemeinschaft Hausen Sankt Georg Hohenkemnath Mariä Himmelfahrt.

## Geschichte
1927 ließ der Zimmermeister Johann Fehlner aus Häuslöd aufgrund eines Gelübdes für die bestandene Meisterprüfung im Zimmererhandwerk auf seinem Grundstück eine Kapelle zu Ehren der Mutter Gottes errichten. Der Altaraufbau im Inneren wurde von dem Amberger Maler Weber gestaltet. Im Mai 1978 wurde sie zum dritten Mal ausgeraubt und dabei ging ein Teil des Inventars verloren (z. B. ein Ölgemälde und eine geschnitzte Mutter-Gottes-Statue). 2018 wurden eine Informationstafel und Bänke bei der Kapelle aufgestellt.
Jedes Jahr wird hier am Fest Christi Himmelfahrt eine Maiandacht gefeiert, im Anschluss findet das Waldfest des Fremdenverkehrsvereins Ursensollen-Ammerthal statt. 

## Baulichkeit
Die Kapelle ist ein dreiseitig geschlossener Massivbau mit einem Satteldach, die Jahreszahl „1927“ weist auf ihre Erbauung hin. Sie besitzt einen Dachreiter mit einer Glocke und eine Vorhalle. Die Putzgliederung wurde 1996 erneuert und die Kapelle erhielt dabei einen Anstrich in den Kirchenfarben Weiß und Gelb.